# برد (ریاضی)

تابعی از دامنه X به هم دامنهٔ Y است. بیضی کوچکتر در داخل Y تصویری از است. گاهی برد به هم دامنه و گاهی به تصویر تابع اشاره دارد.

در ریاضیات، برد یک تابع (به انگلیسی: Range) برابر با مجموعهٔ تمام خروجی‌های تابع است.
اگر تابع را به عنوان مجموعه‌ای از زوج‌های مرتب در نظر بگیریم، آنگاه مجموعهٔ تمام مؤلفه‌های دوم آن را برد تابع گویند.
در واقع برد یک تابع زیر مجموعه‌ای از هم‌دامنه‌ی آن است.

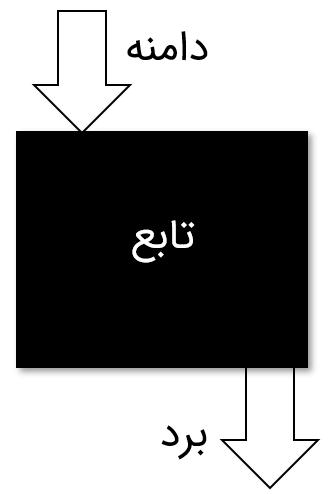
کارکرد ماشین تابع و اجزا دامنه و برد

## تشخیص برد در نمایش زوج مرتبی
در نمایش زوج مرتبی، مجموعهٔ همهٔ مولفه‌های دوم برابر است با برد تابع.
تابع زیر را در نظر می‌گیرید:
{\displaystyle B=\{(45,1),(12,69),(78,36),(98,31)\}}
حال برد تابع برابر است با:
{\displaystyle R_{B}=\{1,69,36,31\}}

## تشخیص برد از روی نمودار
در نمودار تابع، تصویر تابع بر روی محور yها برد تابع است.
برای تشخیص برد از روی نمودار می‌توان ابتدا و انتهای نمودار را به محور yها وصل کنیم. بازه مشخص شده برابر است با برد تابع.
نکته: دقت شود نقطهٔ ابتدا و انتهای بازه توپر است یا توخالی،
1. اگر توخالی باشد بازهٔ برد باز است.

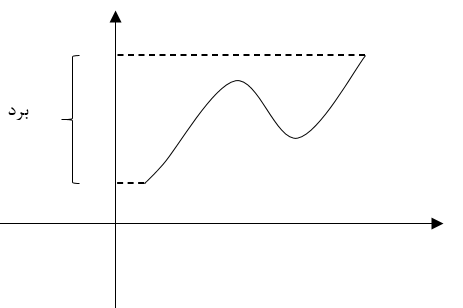
تشخیص برد از روی نمودار

2. اگر توپر باشد بازهٔ برد بسته است.

نکته: در نمودارهای چندضابطه‌ای حواستان باشد که کجا نمودار تعریف شده‌است و کجا تعریف نشده‌است؛ زیرا در بازه برد تأثیرگذار است.

## محاسبهٔ برد توابع از روی ضابطه
- برد توابع چندجمله‌ای از درجهٔ فرد، مجموعهٔ اعداد حقیقی است.
- اگر تابع به صورت {\displaystyle f(x)={\frac {ax+b}{cx+d}}} باشد، برد تابع برابر است با {\displaystyle {\frac {a}{c}}} - {\displaystyle \mathbb {R} } .
- | - ن - ب - و علم منطق                                   | - ن - ب - و علم منطق                                                                                                                                                                                                                                                                                                                                                                                                                                                                                                                                                                                                                                                                                                                                                                                      |
| ------------------------------------------------------ | --- |
| تاریخ                                                  | - - عمومی - چینی - یونانی - هندی - اسلامی |
| مقالات اصلی                                            | - - خرد - منطق فلسفی - فلسفه منطق - منطق ریاضی - فرامنطق - زبَر-منطق - منطق در علوم رایانه |
| مفاهیم منطق                                            | \| استدلالی \| - - قیاسی - استقرائی - معکوس \| \| محتواگرا \| - - گزاره - استنتاج - برهان - اعتبارمندی - قانع‌کنندگی - منطق ترم - تفکر نقادانه - مغالطه - قیاس - نظریهٔ برهان‌آوری \| \| ریاضی \| - - عبارت - عبارت خوش‌ساخت - مجموعه - عنصر - رده - اصل موضوع - قضیه - برهان - تعبیرات - سازگاری - درستی - کاملیت - تصمیم‌پذیری - انجام‌پذیری - استقلال - زبان صوری - دستگاه صوری - دستگاه قیاسی - نظریهٔ مجموعه - نظریهٔ برهان - نظریهٔ مدل - نظریهٔ بازگشتی - نظریهٔ انواع - نحو - معناشناسی - دنباله معنایی - دنباله نحوی \| \| گزاره‌ای \| - - توابع بولی - حساب مسندات تکین - حساب گزاره‌ای - ادات منطقی - جدول ارزش \| \| محمولات \| - - منطق دسته یکم - سورها - منطق دسته دوم \| \| موجهات \| - - تکلیفی - شناختی - زمانمند - اعتقادی \| \| غیرکلاسیک‌های دیگر \| - محاسبه‌پذیری - فازی - خطی - ربط - نایک‌نوا \| |
| مجادله‌ها                                               | - - ناهماهنگی‌پذیری - دودُرُستی - منطق شهودگرایانه - متناقض‌نماها - خلاف‌آمدها - تجربی بودن منطق |
| افراد اصلی                                             | - ابن النفیس - ابن تیمیه - ابن حزم - ابن رشد - ابن سینا - ارسطو - برتراند راسل - اسکولم - بول - پئانو - پاتنم - پانینی - پولس ایرانی - پیرس - تارسکی - تورینگ - چرچ - دارماکیرتی - دیگناگه - شهاب‌الدین یحیی سهروردی - غزالی - فارابی - فخر رازی - فرگِه - کارناپ - کانادا - کانتور - کریپکه - کِنْدی - کواین - گنتزن - گوتاما - گودل - لطفی زاده - موتزی - ناگارجونه - هیلبرت - وایت‌هد |
| فهرست‌ها                                                | - - منطق‌دانان - قواعد استنتاج - متناقض‌نماها - سفسطه‌ها - عمومی - جدول نمادها |
| - رده - نوشتارهای ناتمام - نوشتارهای ناتمام منطق ریاضی | |
| استدلالی                                               | - - قیاسی - استقرائی - معکوس |
| محتواگرا                                               | - - گزاره - استنتاج - برهان - اعتبارمندی - قانع‌کنندگی - منطق ترم - تفکر نقادانه - مغالطه - قیاس - نظریهٔ برهان‌آوری |
| ریاضی                                                  | - - عبارت - عبارت خوش‌ساخت - مجموعه - عنصر - رده - اصل موضوع - قضیه - برهان - تعبیرات - سازگاری - درستی - کاملیت - تصمیم‌پذیری - انجام‌پذیری - استقلال - زبان صوری - دستگاه صوری - دستگاه قیاسی - نظریهٔ مجموعه - نظریهٔ برهان - نظریهٔ مدل - نظریهٔ بازگشتی - نظریهٔ انواع - نحو - معناشناسی - دنباله معنایی - دنباله نحوی |
| گزاره‌ای                                                | - - توابع بولی - حساب مسندات تکین - حساب گزاره‌ای - ادات منطقی - جدول ارزش |
| محمولات                                                | - - منطق دسته یکم - سورها - منطق دسته دوم |
| موجهات                                                 | - - تکلیفی - شناختی - زمانمند - اعتقادی |
| غیرکلاسیک‌های دیگر                                      | - محاسبه‌پذیری - فازی - خطی - ربط - نایک‌نوا |

## پانوشته
دامنه و برد تابع «سیده فاطمه موسوی نطنزی»